# مرجان در مناطق غیرحاره‌ای

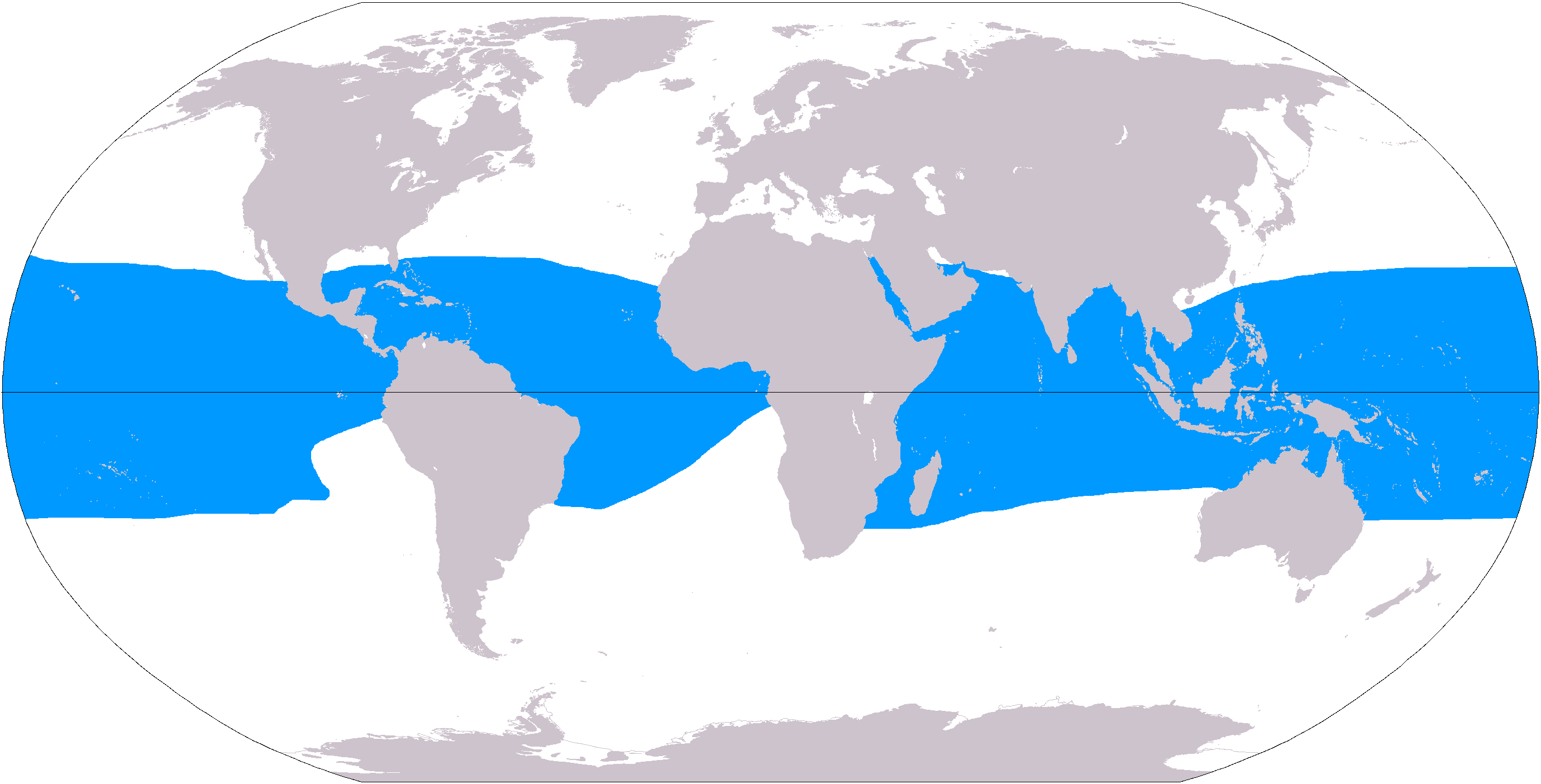
مرز خط هم‌دمای ۲۰ درجه سلیسوس. بیشتر مرجان‌ها در این مرز زندگی می‌کنند. به آب‌های خنک‌تر ناشی از خیزش آب در سواحل جنوب غربی آفریقا و سواحل پرو توجه کنید.

پدیده مرجان در مناطق غیرحاره‌ای به جابه‌جایی و مهاجرت گونه‌های مرجانی به سمت عرض‌های جغرافیایی بالاتر اشاره دارد که بر اثر افزایش دمای دریا ایجاد شده است. بر اثر این پدیده، مرجان‌ها در تلاش برای دور زدن سفیدشدگی مرجان، افزایش سطح آب دریاها و اسیدی شدن اقیانوس، به سمت اقلیم‌های خنک‌تر جابه‌جا می‌شوند.
در عصر آنتروپوسن، تغییرات جهانی اقلیم فرایندهای طبیعی اساسی را مختل کرده و تغییرات قابل‌مشاهده‌ای را در محیط‌های زیردریایی ایجاد کرده است. در حالی که آبسنگ‌های مرجانی در مناطق حاره‌ای مانند دیواره بزرگ مرجانی در حال سفیدشدگی هستند، پدیده حتی چشمگیرتر و شاید هشدار دهنده‌تر؛ رشد گونه‌های مرجانی حاره‌ای در مناطق معتدل است که در یک دهه گذشته اتفاق افتاده است. آبسنگ‌های مرجانی اغلب با «قناری‌های معادن زغال سنگ» مقایسه می‌شوند که توسط معدنچیان به عنوان شاخص کیفیت هوا استفاده می‌شد. به همین ترتیب، آبسنگ‌های مرجانی نیز به تغییرات محیطی حساس هستند که می‌تواند در آینده به زیستگاه‌های دیگر آسیب برساند." به این معنی که مرجان‌ها نخستین موجوداتی خواهند بود که پیامدهای واقعی گرمایش جهانی بر جهان طبیعی را به‌صورت بصری نشان می‌دهند.